# 渡江纪念馆站
渡江纪念馆站位于中华人民共和国安徽省合肥市包河区（滨湖新区）云谷路渡江战役纪念馆北侧地下，是合肥轨道交通5号线的地铁车站。